# Peter Sohm
Peter Sohm, född 1751 i Stockholm, död 3 februari 1819 i Stockholm, var Sveriges förste och ende fältboktryckare.

## Biografi
Sohm växte upp  i en köpmannafamilj och började arbeta som lärling vid tryckerierna i Stockholm. År 1782 anställdes han som faktor hos den tyske tryckaren Theodor Breitkopf i S:t Petersburg och ville där försöka fungera som kontaktperson mellan rysk och svensk kultur. Han fick bland annat uppgiften av den ryska skolkommissionen att inrätta ett större tryckeri. 
Under svensk-ryska kriget 1788-90 anklagades Sohm för förräderi och fängslades i elva år i staden Welsk i nordöstra Ryssland. Sedan han frigivits 1801 försökte han åter etablera sig i S:t Petersburg, bl. a. genom att köpa ett koppartryckeri. År 1805 återvände han till Stockholm och skaffade han sig snart en ledande ställning som boktryckare. Han fick också myndigheternas förtroende och utnämndes samma år till kunglig fältboktryckare, den förste och siste med denna titel i Sverige. 
Ett mobilt tryckeri som följde trupperna i fält hade tidigare inte funnits i Sverige, men idén kan ha hämtats från Napoleons fälttåg i Egypten, där ett sådant fanns som möjligen det första i sitt slag. Inrättandet av tryckeriet var det kanske mest tydliga uttrycket för Gustav IV Adolfs medvetna presspolitik. Under det pommerska fälttåget 1805-06 tjänstgjorde således Sohm med tryckning av bulletiner och rena propagandaskrifter från högkvarteret på svenska, franska och tyska.
Med undantag för en kort tid på Åland under 1808-09 års krig var Sohm sedan verksam vid sitt tryckeri i Stockholm. Hans insatser här koncentrerades till att medverka i försvenskningspolitiken av svenska Pommern. Under kriget 1813-14 följde han de svenska trupperna ända till Bryssel och året därefter till Norge, där han tryckte Fredrikstads Tidende som syftade till att göra den norska lokalbefolkningen vänligare stämd.
I ett helt annat sammanhang framträdde Sohm som företrädare för sin yrkeskår. Redan under tiden i Ryssland började han samla dokumentation kring boktryckare, främst böcker, stilprov och porträtt. Flera gånger skingrades samlingarna, men han donerade sin sista samling under namn av Musaeum Typographicum Sohmianum till Kungliga Biblioteket och publicerade flera kataloger över den.